# العمارة الإسكتلندية في الثورة الصناعية

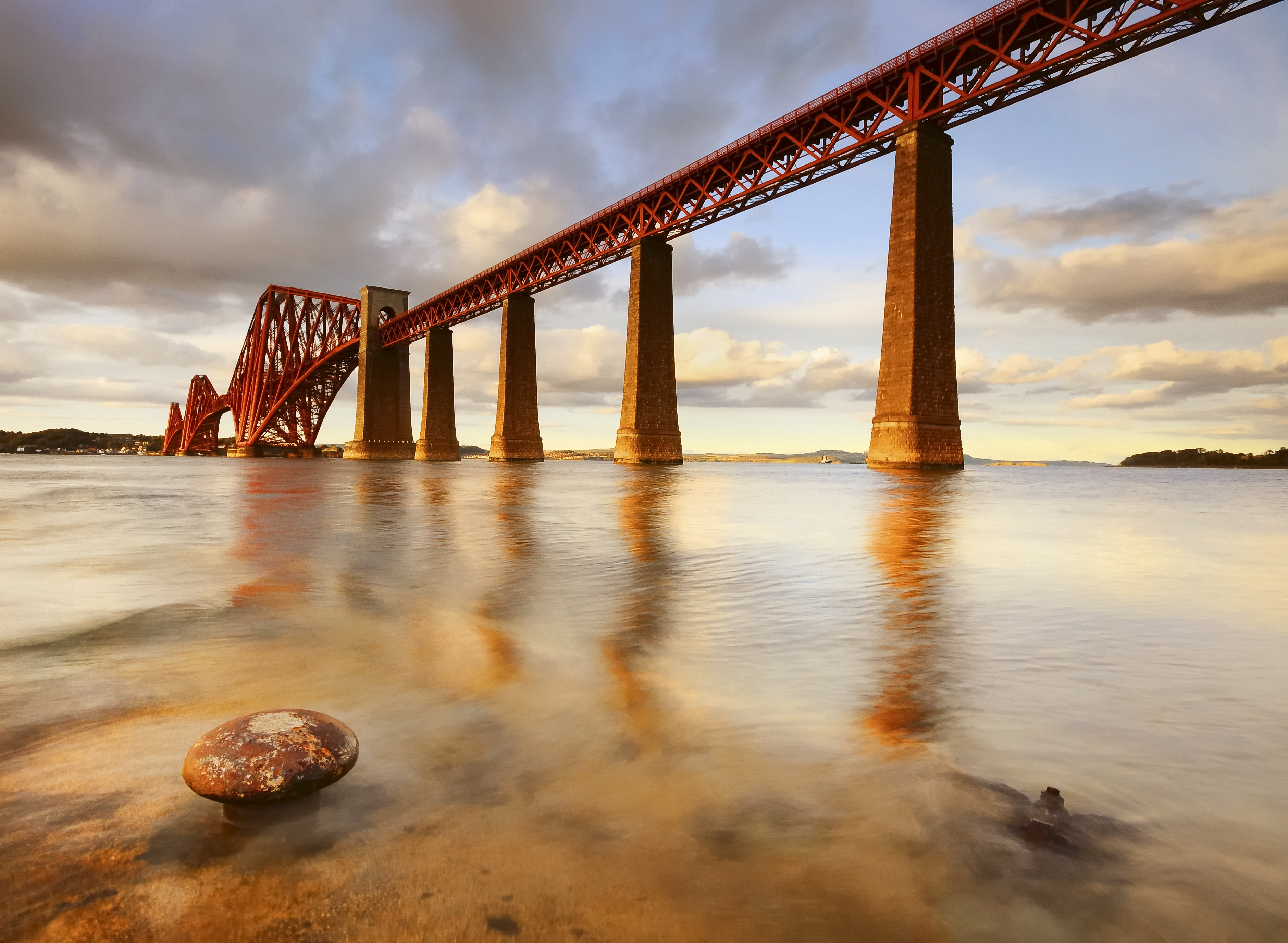
جسر فورث الأيقوني هو أول بناء فولاذي في بريطانيا.

تتضمن العمارة الإسكتلندية في الثورة الصناعية كل الأبنية في إسكتلندا بين منتصف القرن الثامن عشر ونهاية القرن التاسع عشر. في هذه الفترة، خضعت البلاد لتحول اقتصادي واجتماعي نتيجة للثورة الصناعية، الأمر الذي انعكس في أشكال وتقنيات وحجم عماري جديد للأبنية. في النصف الثاني من القرن الثامن عشر، كانت إدنبرة مركز طفرة الأبنية المستوحاة من الطراز الكلاسيكي التي عكست تنامي الثروة والثقة في العاصمة. غالبًا ما اتخذ الإسكان شكل شقق سكنية موزعة أفقيًا. كان بعض المهندسين المعماريين الرائدين في أوروبا في هذه الفترة إسكتلنديين، بما فيهم روبرت آدم وويليام تشامبرز.
في حين أُعيد بناء المراكز الحضرية بمواد محلية، بما فيها أبردين بالجرانيت وغلاسكو بالحجر الرملي الأحمر، ظلت منازل الفقراء الريفيين بسيطة، ولا سيما في المرتفعات. كانت في المدن مقصورة على انتشار مساكن الضواحي مثل تلك الموجودة في غوربالز بغلاسكو. كان أحد ردود الأفعال على عدد السكان المتزايد إنشاء المدن الجديدة المخططة، مثل تلك التي في إنفيراري ونيولانارك. كان القرن التاسع عشر إحياءً لأسلوب العمارة البارونية الإسكتلندية أيضًا، الذي بلغ الريادة في منزل أبوتسفورد خاصة والتر سكوت وتأكدت شعبيته بإقامة الملكة فيكتوريا في قلعة بالمورال. كان ثمة إحياء للأساليب القوطية في عمارة الكنائس أيضًا. استمرت الكلاسيكية الحديثة في كونها حركة رئيسة في أعمال المهندسين المعماريين بما فيهم ويليام هنري بلايفير وألكسندر «غريك» تومسون. شهد الجزء الأخير من القرن بعضًا من أهم المنتجات المعمارية للهندسة الجديدة، ويشمل ذلك جسر فورث الأيقوني.

## نهاية القرن الثامن عشر

### الكلاسيكية الحديثة
في خلال الثورة الصناعية، صارت إسكتلندا أحد المراكز التجارية والصناعية في الإمبراطورية البريطانية. منذ منتصف القرن الثامن عشر انعكس هذا الثراء والثقة المتناميين في طفرة الأبنية المستوحاة من الطراز الكلاسيكي التي ركزت على القرية الجديدة بإدنبرة. صُممت وفقًا لمخطط من الكتل المستطيلة ذات المربعات المفتوحة، والتي وضعها جيمس كريغ (1739- 1795) وبُنيت من حجر كريغليث الرملي القوي الذي كان بإمكان البنائين قطعه بدقة. بُنيت معظم المساكن شققًا سكنية مقسمة أفقيًا، وتشارك ساكنون مختلفون سلمًا مشتركًا، على عكس المنازل المستخدمة في المباني المعاصرة في إنجلترا. قد يحوي أصغرها غرفة واحدة فقط، أما الأكبر فيحوي عدة غرف نوم وصالونات. تضمنت السمات المشتركة للمبنى الكلاسيكي الجديد الأعمدة وواجهات المعابد والأقواس المستديرة والأجنحة والقباب الجانبية. أدت هذه الكلاسيكية، إلى جانب سمعتها بأنها مركز رئيس لعصر التنوير، إلى تسمية المدينة «بأثينا الشمال». نسخ مخطط الشبكة وأشكال البناء والتفاصيل المعمارية العديد من المدن الأصغر، على الرغم من تقديمها في مواد من المحاجر المحلية.
على الرغم من طفرة البناء هذه، عنت مركزية معظم الإدارة الحكومية، بما في ذلك أعمال الملك في لندن، أن عددًا من المهندسين المعماريين الإسكتلنديين قضوا معظم حياتهم المهنية في إنجلترا، حيث كان لهم تأثير كبير على العمارة الجورجية. ظهر روبرت آدم (1728- 1792) باعتباره زعيمًا للمرحلة الأولى من النهضة الكلاسيكية الجديدة في إنجلترا وإسكتلندا منذ حوالي عام 1760 وحتى وفاته. رفض أسلوب العمارة البالادية المتقن الذي سيطر على البناء ووصفه بأنه «ثقيل» و«مثير للاشمئزاز». ومع ذلك، واصل تقليده في استجرار الإلهام مباشرة من العصور الكلاسيكية القديمة، متأثرًا بإقامته لمدة أربع سنوات في أوروبا، حيث رأى الحفريات في بومبي وهيركولانيوم، والتي سمحت لأول مرة للأوروبيين المعاصرين برؤية المباني الكلاسيكية مباشرة، بدلًا من الأعمال الموجودة في الأوصاف الأدبية. سعت الكلاسيكية الحديثة إلى مزيد من البساطة، وغالبًا ما تأثرت بالنماذج اليونانية أكثر من النماذج الرومانية. تضمنت أعمال آدم الرئيسة في إدنبرة دار السجل العام (1774- 1792) ومبنى الجامعة (1789) وساحة شارلوت (1791). صمم أيضًا 36 منزلًا ريفيًا في إسكتلندا. كان مصممًا داخليًا ومهندسًا معماريًا، طور جنبًا إلى جنب مع إخوته جون (1721- 1792) وجيمس (1732- 1794) أسلوب آدم، فألهم تطور العمارة، وليس في بريطانيا وحدها، بل في غرب أوروبا وشمال أمريكا وروسيا، حيث اتخذ المهندس المعماري الإسكتلندي تشارلز كاميرون (1745- 1812) أنماطه.
كان منافس آدم الرئيس ويليام تشامبرز (1732- 1796)، وهو إسكتلندي آخر لكنه وُلد في السويد. أنجز معظم أعماله في لندن، رفقة عدد صغير من المنازل في إسكتلندا. عُين مدرس عمارة لأمير ويلز، الذي صار لاحقًا جورج الثالث، وفي 1766، رفقة روبرت آدم، مهندسًا معماريًا للملك. لكونه ذا نظرة أكثر عالمية من آدم، جمع بين الكلاسيكية الحديثة وأعراف الأسلوب البالادي وتوسط أسلوبه عبر عدد كبير من التلاميذ. وصل الأثر الكلاسيكي أيضًا إلى عمارة الكنائس. قدم المهندس المعماري إسكتلندي المولد جيمس غيبس (1682- 1754) أسلوبًا عتيقًا واعيًا في إعادة بنائه لكنيسة القديس مارتن في الحقول بلندن برواق ضخم ومنحدر ومستطيل الشكل وممر جانبي. يمكن رؤية أنماط مماثلة في إسكتلندا في كنيسة القديس أندرو في الساحة، بغلاسكو (1737- 1759) من تصميم آلن دريهورن (1706- 1764) وبناء كبير البنائين مونغو ناسميث. لتصميم غيبس الخاص لكنيسة القديس نيكولاس ويست، أبردين (1752- 1755) المخطط المستطيل نفسه، بتصميم صحن وممرات مقببة أسطوانية ومقدمة متدرجة متراكبة.

## بداية القرن التاسع عشر

### البناء البلدي
استمر اعتماد البناء البلدي في هذه الفترة على المواد والأساليب المحلية. غالبًا ما كانت تُبنى منازل الفقراء الريفيين بأيدي مجموعات من الأصدقاء والعائلة وعادة ما كانت ذات بناء بسيط للغاية. لاحظ المعاصرون أن الأكواخ في المرتفعات والجزر تميل إلى أن تكون أكثر خشونة، مع غرف فردية ونوافذ مشقوقة وأرضيات ترابية، وغالبًا ما تتقاسمها عائلة كبيرة. على نقيض ذلك، احتوى العديد من المنازل الريفية في السهول على غرف وحجرات مميزة، وكانت مغطاة بالجص أو الطلاء وفيها نوافذ زجاجية حتى. في أوائل القرن التاسع عشر، اشتملت المواقع الحضرية أيضًا على منازل تقليدية من القش، إلى جانب المنازل الكبيرة ذات الأسقف الحجرية والأردواز للتجار والنبلاء الحضريين.